# Juan Francisco Giacobbe
Juan Francisco Giacobbe ( Buenos Aires, Argentina, 27 de marzo de 1907 - ibidem, 31 de enero de 1990) fue un musicólogo, compositor, director , dramaturgo, poeta, filósofo, regisseur, científico y profesor de música argentino.

## Actividad profesional
Se graduó en el Conservatorio Nacional de Música y Arte Escénico en 1929. Estudió himnografía bizantina y canto gregoriano en el Monasterio de Santa María del Monte, en Cesena (Italia). Alumno y amigo de Maurice Ravel, fue considerado un hombre renacentista: músico (violín del trío de Tango "Giacobbe - Sureda - Castillo" e integrante del "Grupo de Boedo", compositor, filósofo, científico, poeta, dramaturgo, régisseur, director teatral, profesor de Composición ─y todas sus materias complementarias─, de piano y de órgano, y crítico musical. Fue asesor musical del Teatro Nacional Cervantes. organizador y Secretario general del Instituto Provincial de Arte de La Plata, Director de la Escuela Superior de Bellas Artes de la Universidad Nacional de Córdoba, Director del Conservatorio Nacional de Música y Arte Escénico y Académico emérito de la Academia Nacional de Ciencias de Buenos Aires. Publicó Rossini (1942), Chopin (1943) y Julián Aguirre: ensayo sobre su vida y su obra en su tiempo (1945). Compuso más de 200 obras, entre ellas, Missa brevis y Nuestra Señora de Luján. En 1940 fue premiado por la Comisión Nacional de la Cultura. Fue galardonado en 1989 con el Diploma al mérito Konex en Música clásica.
Mario García Acevedo escribió:

Desde su egreso, hace medio siglo, del denominado entonces Conservatorio Nacional de Música y Declamación, Juan Francisco Giacobbe despliega generosamente sus dones superiores de sabiduría e inventiva artística.

Tuvo variados intereses culturales y múltiples actividades ya que estudió teología, filosofía, cosmología, matemática, cosmovisión pitagórica, alquimia, historia de los símbolos y su encarnación en las artes, humanidades clásicas, metodología y sistemática de las ciencias, caracterología contemporánea, canto gregoriano, paleografía musical, himnografía bizantina, etnofonía, y todas las disciplinas del campo musical y concepción y realización escénica, además de ser académico de la Academia Nacional de Ciencias de Buenos Aires. En su actividad profesional viajó a Italia, Austria, Alemania, Francia y España.  

## Obras
Un catálogo completo de sus obras puede consultarse en http://www.juanfranciscogiacobbe.com/MUSICA/musica.html. Como compositor, Juan Francisco Giacobbe aportó a los antiguos modos griegos, la Misa Gregoriana, la polifonía de inspiración religiosa, la sonata y el concierto en sus distintos estilos, la música organística, la restauración prosódica y musical argentina, la etnofonía rioplatense en sus áreas rural y urbana, y también a los ordenamientos sonoros electrónicos.  
Algunas de sus contribuciones al teatro más recordadas son ”El misterio de Nuestra Señora de Luján”, “Natividad”, la ópera alegoría “Martín Fierro”, y el ballet “Pampa”, referido este último a los símbolos fundamentales de su tierra desde su formación geológica hasta la edad de las ciudades. Otras obras destacables son la serie de los “Pajaritos criollos”, canción dramática cuyos versos le pertenecen, y en el piano su otra serie “Así se bailaba entonces”, su “Imagen de tango Nº 1” ─el tango como vivencia superior─ y su “Danza pampeana” Op. 1 Nº 1. 
El lenguaje musical de Giacobbe es directo, convincente, tradicional y a la vez novedoso. Realizó amplios estudios sobre creadores musicales de todos los tiempos ─Palestrina, Monteverdi, Frescobaldi, Vivaldi, Bach, Pergolesi, Mozart, Beethoven, Rossini, Berlioz, Chopin, Verdi, Puccini, Ravel, de Falla, Schoenberg, Pizzetti, Respighi, Stravinski y nuestro Julián Aguirre. Su labor adoptó, a veces, la forma del libro, si bien se ha difundido, en su mayor parte, mediante el ensayo erudito ilustrado con la iconografía de época y el artículo, publicados en revistas y la monografía científica editada en separata. También fue autor de la "Historia general del arte en la Argentina", publicada por la Academia Nacional de Bellas Artes, Buenos Aires, 1984 y de la “Biografía de un hombre – El hijo del hombre”, sobre la vida y enseñanza de Cristo, que en Buenos Aires editó ‘Guadalupe’ en 1967.  

## Proposiciones doctrinarias
Algunas de sus opiniones doctrinarias fueron: 
- La música en el rango de la más alta sabiduría se relaciona íntima y esencialmente con la milenaria tradición de las verdades primordiales, la matemática, la cosmología y los dones y movimientos del espíritu en orden al número y los símbolos cósmicos.
- Es imprescindible el filosofar para caer de veras en cuenta respecto de la significación sagrada y la función trascendente a la que pertenece la música de modo intrínseco.
- La forma bella que percibimos registra en su orden como un destello de la armonía superior invisible y trascendente.
- Todo quehacer esclarecido ─la música en grado ejemplar─ impone amor, reverencia, dignidad, rango, tradición, magisterio, fidelidad, humildad, perseverancia, libertad.

## Edipo Rey
Hizo la traducción del “Edipo Rey” de Sófocles que se presentó el 22 de febrero de 1979 en el Teatro Nacional Cervantes, con  la música de escena de su coautoría juntamente con Juan Félix Roldán y tuvo a su cargo además la preparación de los coros. 
____________________________________________________________________________________________________________________ 
Academia Nacional de Ciencias de Buenos Aires - 28 de octubre de 1968  
Presentación en la fecha del nuevo Académico JUAN FRANCISCO GIACOBBE,
por el Dr. Ramón Torres.
    "La Academia Nacional de Ciencias de Buenos Aires me ha encomendado una misión que me resulta al par que altamente honrosa muy grata a mi espíritu, tal es la presentación ante tan calificado auditorio, de un auténtico valor de la cultura argentina como es el nuevo Académico Juan Francisco Giacobbe. 
Juan Francisco Giacobbe, estudió desde su adolescencia varias disciplinas del arte y del saber. 
En 1930, cuando apenas tiene 23 años, gana como compositor con su ópera “Martín Fierro”, el Premio Beca Único “Giacomo Puccini”, que durante 6 años había sido declarado desierto. 
Tal premio le permite perfeccionarse no sólo en el arte con grandes personalidades mundialmente reconocidas, sino que, dada su inclinación estudia y se perfecciona además en otras disciplinas. 
En mérito a la brevedad dejaré de lado la trayectoria que como artista, en múltiples facetas, tiene Giacobbe en el ámbito nacional y extranjero y sólo lo presentaré como hombre de cultura y educador. 
En París cursa Historia del arte en el Louvre y Filosofía del Arte (período gótico) en la Sorbona, al par que estudia con Lourjié introducción a la matemática. 
Es ahí donde empieza a elaborar una teoría sobre la “Interferencia de las artes”. 
En Italia define la corriente de su conocimiento cuando, por un permiso extraordinario, es admitido como huésped especial en el Monasterio Benedictino de Santa María del monte en Cesena, para estudiar: Canto Gregoriano, Himnografía bizantina y Filosofía Escolástica. 
Allí bajo la dirección magistral de Don Bonifacio, encuentra la fuente crítica de sus conocimientos: la grafía del canto llano de procedencia geométrica medieval; los problemas de la duración y de la rítmica que obedecen a las leyes de la matemática Pitagórica; la teoría de las ciencias derivadas de la música que se rigen exclusivamente por un conocimiento específico de las entidades puras de una Filosofía de la Matemática. 
Ya en el planteo de la Filosofía Escolástica, el dilema entre el saber trascendente y ciencia, está planteado con rigidez analítica y terminal. 
Giacobbe encuentra en sus Maestros los introductores a todo ese mundo especial del conocimiento clásico. Don Bonifacio Borghini lo inicia en las disciplinas ya citadas, con las derivaciones de Semiografía y Paleografía, mientras Don Bernard Lefevre, lo introduce en la filosofía de la Matemática pura. Y es con el no menos célebre Giovanni Venini, uno de los más sagaces conocedores de Platón en la revaloración de nuestro siglo, que se entrega al análisis exhaustivo de la Matemática pitagórica en el Timeo y sus deducciones proporcionales en la Ciencia Física, entendida ésta desde luego, como una manifestación armónica de la Cosmología Divina. 
Ya en aquel tiempo, sus estudios le confirman una idea constante en él: no hay ninguna disciplina del conocer que pueda ser autónoma. Y a la vez: el conocimiento de una sola disciplina, implica un saber más que complementario, de determinadas disciplinas del conocimiento universal. 
Allí mismo tiene oportunidad de iniciarse en la Psicología Infantil y realiza experiencias que le serán de gran provecho. 
Giacobbe queda ligado a sus Maestros a través de la correspondencia., empleando más de seis años para la maduración de los estudios iniciales en Cesena y Roma. Volverá para su confirmación hacia fines de 1938, cuando Lefevre y Venini han desaparecido, mientras continúa sus indagaciones hasta el día de hoy, con la valiosísima consulta de Don Bonifacio. 
De vuelta en la Argentina divide en dos sus actividades: las artísticas y las culturales universales y comienza asía a poner en práctica su programática. 
Formula en 1937, un programa especial y exhaustivo para la provincia de Buenos aires sobre las correspondencias de las disciplinas artísticas, creando el Instituto Provincial de Arte, que por razones pecuniarias no puede funcionar en plenitud. 
Sin embargo en esta programación, Giacobbe inicia sus planteos científicos de las primeras Escuelas de Folklore, de Teatro, de Coro y Morfología Coral y de Dirección Orquestal y Coro del país. 
Pero lo más significativo de este Instituto Provincial de Arte es la comunicación que establece con la enseñanza general, constituyéndose así en un organismo rector para la Reforma Educacional de la Provincia de Buenos Aires. 
Miembro de la Comisión para la citada reforma educacional, Giacobbe, formula un programa de estudios para las escuelas elementales en el cual, las dos disciplinas artísticas de la escuela: dibujo y música pasan a ser radicales de la enseñanza elemental adaptándose al estudio de la geometría y la aritmética, por una parte y a la geografía y a la historia, por otra. 
No habiéndose llevado a cabo en plenitud la mencionada reforma las formulaciones programáticas creadas por Giacobbe, fueron luego adaptadas a nuevos sistemas de vigencia actual. 
Desde la Cátedra, la conferencia, la publicación, Giacobbe, persiste en su plan de unidad de la cultura. En 1948, interviene en la formación de la Escuela Superior de Bellas artes de la Universidad de Córdoba. En 1950, es nombrado Director de la misma y allí tiene oportunidad amplia de exponer su sistema, programarlo y llevarlo a la práctica, durante dos años. Los principios, el funcionamiento y la finalidad entre ciencia, arte y universidad, se hallan consignados en la preciosa publicación que la Universidad de Córdoba hace en 1951, opúsculo cuya proyección sigue siendo estudiado en nuestros días. 
Director de altas instituciones de cultura y de arte, varias veces Jefe de extensión universitaria en las Universidades de Buenos Aires y de Córdoba, Giacobbe sigue infatigablemente la trayectoria de su idea. 
Dictó numerosos cursos sobre; Psicología Infantil, psicología del actor, La geometría en el teatro y en el actor, Procesos patológicos de la sensación, Procesos lógicos de la intelección, Psicología pedagógica. A través de tantos cursos tocó temas por demás diversos, entre los cuales podemos mencionar: Centralización del as entidades de las ciencias en la Matemática. Procesos de las cantidades continuas y las discontinuas en las artes del movimiento. Nuevas disciplinas para las artes electrónicas. Técnica fonética para la expresión electrónica. La técnica de la proyección espacial: nuevas leyes del movimiento expresivo. Nuevos fundamentos acústicos para la técnica estética electrónica. Las leyes de la frontalidad en las proyecciones electrónicas. Congruencia de ciencia y técnica. Interferencia entre ciencia y arte. Arte y economía. Economía y educación. Economía y cultura. Leyes pedagógicas según los axiomas del punto de Hilbert. Problemas de la organización de la producción artística par las nuevas técnicas de televisión. Cursos especiales para las nuevas técnicas pedagógicas en telescuela, siendo en nuestro país uno de sus organizadores. 
Podría seguir enumerando innumerables temas desarrollados en cursos y conferencias, me lo impide la misión que me han encomendado, cual es el rápido bosquejo de la personalidad del nuevo Académico. 
Y para terminar diré que sus clases, sus cursos y la incalculable cantidad de sus conferencias, se desarrollaron y aún se desarrollan en al ámbito de Universidades e institutos, tales como: Universidad de Buenos Aires, de Córdoba, de Mendoza, de la Pampa, de Tucumán; así como también las Universidades católicas: Santa María de los Buenos Aires, del Salvador, de Mar del Plata y de Santiago del Estero. 
El Ministerio de Educación le confió, en diversas circunstancias, misiones oficiales no sólo en la Capital, sino también en casi todas las provincias. Además la Provincia de Buenos Aires le encomendó misiones de estudio en Italia, Suiza, Austria y Alemania. 
Sus ensayos publicados por Universidades e Instituciones sobre problemas de estética Nacional en lo Universal, Pedagogía, Psicología, Filosofía del Arte y de la Educación, se hallan en gran parte agotados. 
Es además Miembro Honorario, fundador y activo en múltiples instituciones culturales del país y del extranjero. 
Queda así sumariamente bosquejada la vasta labor de un hombre en el cual se advierte una mente capaz de síntesis integradoras, aptas para descubrir los puentes de unión, los vínculos funcionales entre saberes aparentemente dispares. 
Ortega y Gasset lo dice con toda precisión: son mentes muy raras, rarísimas de encontrar en nuestros días. 
Profesor Giacobbe dejo a Ud. en posesión de esta alta Cátedra 
A continuación, la Conferencia de Juan Francisco Giacobbe: 
“Introducción a las incidencias de la matemática en la ciencia”
___________
Fuente:  Academia Nacional de Ciencias de Buenos Aires - 28 de octubre de 1968

## Obras principales

### Obras musicales
- Así bailaba el changuito Op 39 N°2. (de "Así se bailaba entonces")
- Arrorró de la ovejita guacha Op 39 N°1.
- La música muchacha: Trocitos criollos para los más pequeños Op 39.
- Mariquita la romántica Op 39 N°7
- Serie de los "Pajaritos criollos."
- Perdiz entre los cardales Op 39 N°6
- Cielito de las ranitas pampeanas Op 39 N°5.
- Mi petiso baila un gato Op 39 N°4.
- Villancico criollo Op 39 N°3.
- Natividad : chanza calchaquí para la Nochebuena en 1 acto y 3 cuadros, para solistas, coro esquemático y orquesta reducida.
- El Misterio de Ntra. Sra. de Luján.
- Martín Fierro, ópera alegoría.
- Pampa, ballet.
- Imagen de Tango Nº 1.
- Danza pampeana Op. 1 Nº 1.

### Conferencias
- Introducción a las "Incidencias de la matemática en la ciencia" Conferencia pronunciada en sesión pública en la Academia Nacional de Ciencias de Buenos Aires el 28 de octubre de 1968, en ocasión de asumir como académico titular de número en ésa.
- "Beethoven: genio, método y sistema" Homenaje a beethoven. (Id., mismo lugar que el anterior, año 1972.)
- "Pirandello" Pronunciada en la Facultad de Artes y Ciencias Musicales de la Universidad Católica Argentina. (Aprox. 1973.)
- "Carlos Pessina, una presencia magistral", en la Asociación Médica Argentina el 25/10/1974, como Académico Titular de la Academia Nacional de Ciencias de Buenos Aires.